# Pueblo charca
El pueblo charca fue una etnia indígena que habitó en Bolivia en la región centro y parte del oeste, actuales noroeste del departamento de Chuquisaca, norte del departamento de Potosí, centro-sur del departamento de Cochabamba y extremo este del departamento de Oruro. Desde fines del siglo XV fueron súbditos del Imperio inca. Regularmente sufrían incursiones de los avá guaraní (desde el actual Paraguay, al este), que ellos llamaban «chiriguanos».
La palabra Charcas también fue el nombre de una de las Reales Audiencias de la Sudamérica española: Real Audiencia de Charcas o Audiencia y Cancillería Real de La Plata de los Charcas, actual Estado Plurinacional de Bolivia.
A mediados del siglo XIV fueron conquistados por los incas, cuando el ejército inca cruzó el río Desaguadero, que desagua en el lago Poopó, unos 600 km al noroeste de la región de los charcas.

## Poderío
Los charcas fueron un señorío o nación del sur del Collasuyo. Se dice que en temporada tuvieron alianza con los Yampara. Se impusieron sobre otras tribus como los caracaras, los chuis o los chichas, que más tarde serían sus aliados.
Lucharon durante décadas contra las incursiones de los avá guaraní del este (que los quechuas del norte llamaban despectivamente «chiriguanos»).
Otras etnias que no son del pueblo charcas, pero que fueron traídos a la zona por los Incas eran los carangas, jujuyes, churumatas como mitimaes (esclavos guerreros), jukumanis, pacajes, soras y urus.

## Historia
La vida de los denominados charcas era tranquila y vivían en relación comercial con sus vecinos, pero a finales del siglo XV el ejército incaico, al mando del inca Túpac Yupanqui (1441-1493), comenzó a incursionar con su ejército hasta el territorio de los charcas o yamparas.
Cuando llegaron los invasores, los charcas tomaron las armas: no estaban dispuestos a someterse ante los incas, adorar a sus dioses, darles sus tierras ni servir como esclavos. Empezó la guerra, pero solo después de varias derrotas ante los incas, los ancianos y el jefe charca Copacatiraca convencieron al pueblo, mostrando al rey inca como un personaje benevolente, demostrando que sus leyes eran buenas y su gobierno suave, y que a los pueblos conquistados no los veían como esclavos sino como hermanos, y que era de más conveniencia estar en paz con el inca, todo esto aunque los incas los veían como provechosos guerreros. Entonces los charcas entregaron las armas y se unieron al ejército inca. El jefe inca les regaló trajes lujosos a los ancianos charcas y a su jefe Copacatiraca.

### Época virreinal
Se cree que la primera persona europea que hizo contacto con los charcas fue el aventurero portugués Aleixo García, en 1520, con un numerosísimo grupo de guaraníes, que estaban en busca del Sierra de la Plata (posiblemente el cerro Rico de Potosí).
Después de la guerra de los collas (pacajes y puquinas) —quienes llamaron el auxilio de los españoles con sus aliados indígenas— contra los incas en el actual Desaguadero y en Pocona (Cochabamba); el cacique de la nación yampara, Kuysara, formó una alianza entre los yamparas, cara-caras, “charcas“ y españoles, también ofrece que se adentren y se asienten en sus territorios y funden una ciudad o pueblo y que se enfrenten juntos contra los chiriguanaes, esto debido a las amenazas de los chiriguanaes quienes se estaban expandiendo por los valles del centro de Chuquisaca y extremo sur de Cochabamba (Tomina y sur de Cochabamba), estas amenazas se dieron desde los tiempo del inca.
En 1538, Gonzalo Pizarro (1510-1548) ―hermano menor del conquistador Francisco Pizarro― al mando de un pequeño ejército de españoles y miles de aliados indígenas en su mayoría los yamparas, ingresó en el territorio de los yamparas, junto a los denominados “charcas” y cara-caras, y establecen un campamento en el poblado de Guayapaccha, —cerca del poblado o zona de “Chuquiochata”— dicho campamento se mantendría de forma definitiva al punto de edificar la primera Capilla de San Lázaro el 17 de diciembre del año correspondiente.
Se determinó que las comarcas del territorio, serían determinados como “Provincia de los Charcas” y estarían dentro del Imperio Español.
Gonzalo Pizarro después de erigir la capilla y de que los , cara-caras y los “charcas” les mostraran las minas de plata de Porco y la existencia de otros cerros con metales cerca de Charcas, regresa al Perú dejando como teniente gobernador a Diego de Rojas de la Provincia de los Charcas, Gonzalo llegaría con sabiduría de que el lugar era adecuado para una fundación y perdió permiso de fundación a su hermano Francisco Pizarro, mientras tanto Rojas inició junto al cacique Kuysara una expedición hacia la frontera de los chiriguanaes, los aproximados 100 españoles junto con miles de aliados indígenas, en su expedición se enfrentaron a los chiriguanaes, aún estando a punto de perder, lograron una considerable victoria contra los chiriguanaes y consideró que ya no serían una amenaza de la zona, Rojas partió a Paria para partir rumbo hacia los Chunchos, dejando a Francisco de Aguirre como teniente gobernador de Charcas.
A inicios de 1540 el marqués Francisco Pizarro, ya informado de las expediciones exitosa sobre los chiriguanaes de Rojas y Kuysara, es convencido en determinar una fundación de una ciudad o villa en la Provincia de los Charcas, Pizarro decide enviar a su hermano Gonzalo de regreso a Charcas esta vez con el ánimo de fundación y posteriormente tomar posesión de sus encomiendas con intereses de las minas de Porco; pero circunstancialmente en lugar de enviar a Gonzalo se envía a Pedro Anzúrez de Camporredondo —Peranzúrez, Peranzules o Pero de Anzúres—, con el encargo expreso en fundar una ciudad en Charcas; debido a la exitosa campaña en Guayapaccha en contra de los chiriguanaes, Peranzúrez decidió centrarse en las comarcas dentro de la Provincia de Charcas y, se decidió en el poblado o comarca de “Chuquiochata” por sus colinas semiplanas y por los cerros de Sica Sica y Churuquella; de ese modo Peranzúrez, el 16 de abril de 1540, funda la ciudad de “Villa de La Plata” o con el extenso de “Villa de La Plata de la Nueva Toledo”.
En 1776 la villa volvería a llamarse Chuquiochata, pero escrita y pronunciada de forma castellanizada como Chuquisaca, que en lengua puquina Chuquiochata, que significa "Hijo del Cerro" o "Su Hijo del Cerro", esta palabra sería conocida por los incas cuando conquistó el pueblo como Choquechaca, en 1839 sería denominada Sucre (en honor al libertador Antonio José de Sucre), actual capital de Bolivia.